# Manto del Profeta
El Manto del Profeta se refiere al manto o túnica que perteneció al profeta islámico Mahoma y que se conservaba como reliquia en la 
Constantinopla otomana hasta la actualidad. La mayor parte de estas reliquias se conserva en el Palacio de Topkapi, visible al público desde 1962.

## Hırka-i Saâdet
El "Escudo de la Alegría" (en otomano y turco: Hırka-i Saâdet) es una de las reliquias sagradas que se guardan en la Cámara Privada del Palacio de Topkapı. Es una túnica suelta de lana de 1,24 m de largo.
El atuendo habría sido ofrecido por Mahoma a Ka'b bin Zuhayr, y habría sido traído después de la conquista de Egipto por Selim I en 1516-1518. Luego se habría guardado en esta cámara privada del Palacio de Constantinopla (Has Oda), bajo la protección de 40 guardias (Has Odalılar).
Fuente de legitimidad del poder de los sultanes otomanos, fue, por ejemplo, tomado en su intento de huida por el sultán Mustafá II o utilizado por 
Mehmed III en el campo de batalla de Egri. En el ejercicio del poder, se utiliza habitualmente en determinados actos públicos como los ennoblecimientos, los entierros de sultanes y los juramentos de nuevos sultanes.

### Uso en la corte otomana

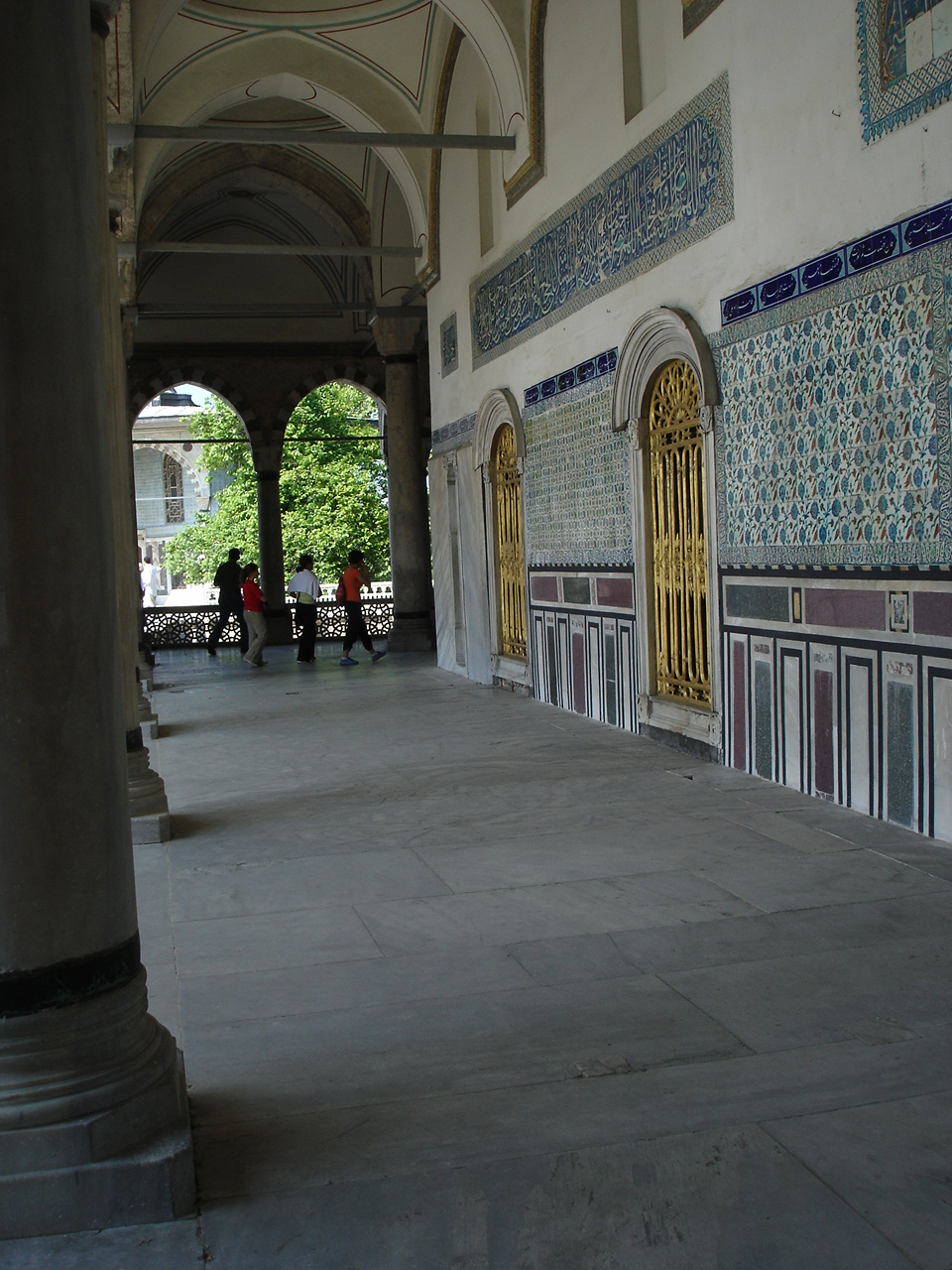
El pabellón del Manto Sagrado, desde el cuarto patio.

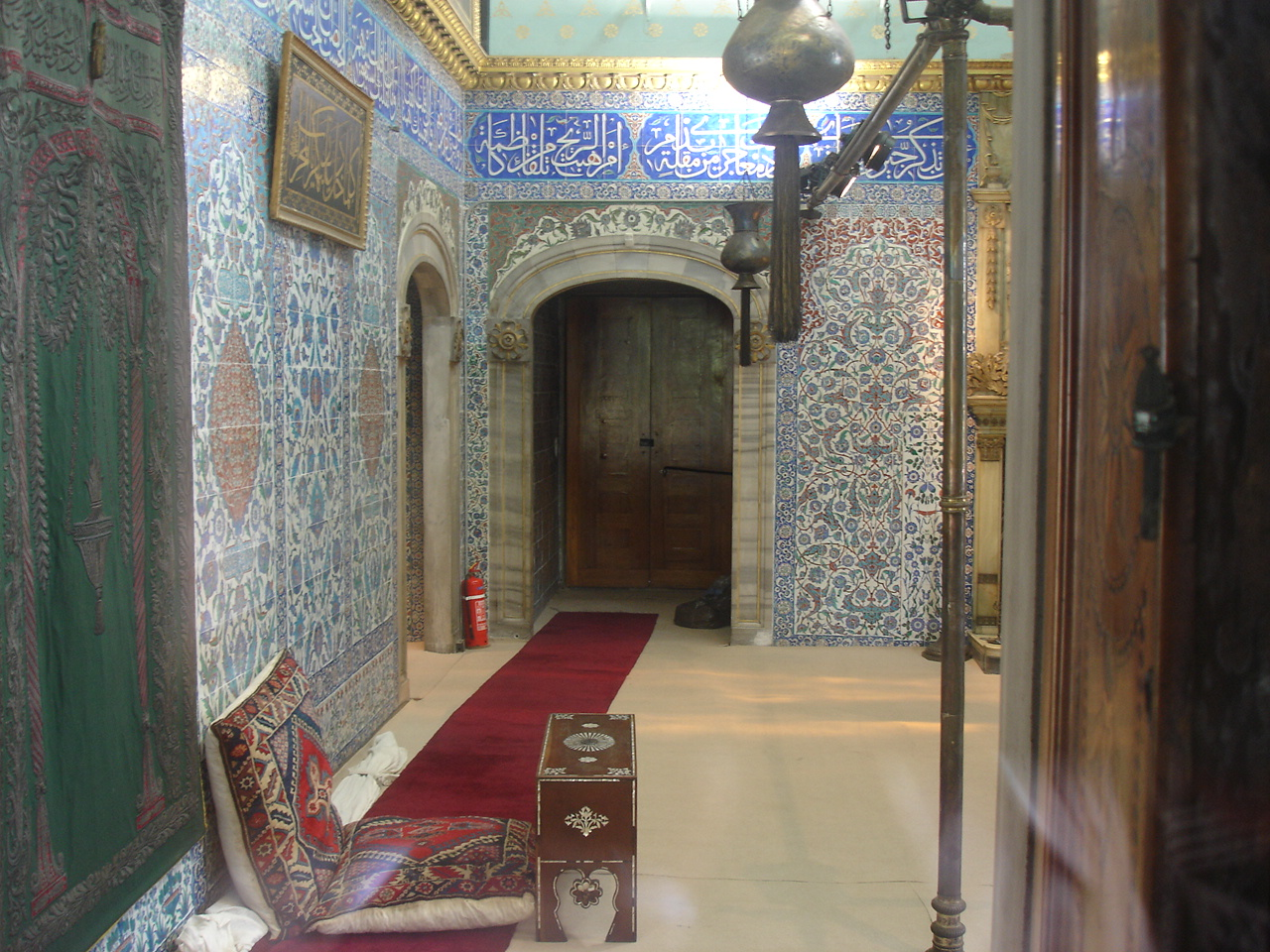
Sala del Manto Sagrado.

El Manto Sagrado, o Manto Bendito, fue, según la tradición, entregado por Mahoma al poeta Ka'b bin Zuhayr. Su poema Kasida-ı Burda, que reza a Mahoma, decora la Sala. Mide aproximadamente 1,83 metros de altura. Es de lana negra subrayada con una trenza color crema.
Según la tradición, el sultán, su familia y la corte visitaban el Manto durante una ceremonia especial el día 15 del mes de Ramadán. Durante esta ceremonia, los participantes besaban la túnica a través de una muselina. Este pañuelo decorado, el Pañuelo Noble (Destimal-ı şerif), fue proporcionado a cada participante por el agha de la muselina (Tülbent Ağası).
La Capa se guarda en un cofre de oro, del cual solo el sultán poseía la llave. Cuando este cofre se abría se entonaba el basmala. El abrigo estaba protegido por piezas cuadradas de tela llamadas bohças. Estas telas rodeaban otro cofre de oro en el que cuarenta bohças envolvían el manto mismo. El número cuarenta se consideraba auspicioso.
El agha de muselina colocaba el primer pañuelo sobre el manto, luego el sultán lo besaba, seguido de los príncipes imperiales, visires, funcionarios, invitados y eunucos. Las canciones coránicas llenaban la habitación durante este tiempo.
Siguieron las mujeres, encabezadas por la Valide sultan, luego las esposas, concubinas e hijas del sultán, así como todas las esposas de los funcionarios presentes o asistentes a la ceremonia. 
Se sumergía un botón del manto en agua de rosas. Se vertían gotas de esta agua de rosas en cántaros, que se confiaban a personas importantes. Esta agua fue llamada el agua del Manto Sagrado (Hırka-ı Saadet Suyu) y se le atribuyeron cualidades milagrosas. Después de la ceremonia, el sultán hacía reenpacar el manto en sus cuarenta bohças, el pequeño cofre de oro, las otras bohças y finalmente el gran cofre de oro que se volvía a colocar bajo el dosel de plata hasta el año siguiente.

## Hırka-ı Şerif
El "Manto noble" (en otomano y turco: Hırka-ı Şerif) es otra reliquia importada a Constantinopla en 1617 o 1618. Se trata de una túnica de pelo de camello de 1,20 m de largo.
Se dice que perteneció a Uwais al-Qarni, contemporáneo de Mahoma. Se conserva en la mezquita del mismo nombre (Hırka-i Şerif Camii) en Estambul y se exhibe al público durante parte del Ramadán.